# Station Clacton-on-Sea
Clacton-on-Sea is een spoorwegstation van National Rail in Clacton-on-Sea, Tendring in Engeland. Het station is eigendom van Network Rail en wordt beheerd door Greater Anglia. 